# Уинд
«Пещера ветров» или Уинд (англ. Wind Cave) — пещера в северо-восточных предгорьях Скалистых гор (горы Блэк-Хилс), штат Южная Дакота (США), входит в десятку длиннейших пещер мира.
Пещера выработана в известняках термальными водами, богата минералами. Протяжённость её составляет свыше 240 км, амплитуда — 194 м. Естественный вход имеет диаметр 0,35 м. Объёмный лабиринт с густой сетью галерей. Пещера оборудована для экскурсий, для экскурсантов сооружена шахта с лифтом.
Пещера Уинд известна с 1881 года. С февраля 1892 открыта для посещений. 9 января 1903 года пещера и территория площадью 136 км² получили статус национального парка. В 2013 году парк посетило 516 тыс. туристов.